# Masters de snooker 2022
Les Masters 2022 sont la 48e édition de ce tournoi professionnel de snooker non-classé comptant pour la saison 2021-2022. L'épreuve se tient du 9 janvier 2022 au 16 janvier 2022 à l'Alexandra Palace de Londres, en Angleterre. Elle est organisée par la WPBSA et parrainée par le concessionnaire automobile britannique Cazoo.

## Déroulement

### Contexte avant le tournoi
Cette compétition est classée en catégorie non-classée (ne comptant pas pour le classement mondial). Comme le veut la tradition, elle rassemble les seize meilleurs joueurs au classement mondial : le tenant du titre Yan Bingtao et le dernier champion du monde Mark Selby sont systématiquement sélectionnés en tant que têtes de séries nos 1 et 2. Les 14 autres places sont allouées aux joueurs les mieux classés du moment selon la 5e révision du classement mondial de la saison (après le championnat du Royaume-Uni de décembre 2021).
Ce tournoi se présente comme la deuxième épreuve de la Triple Couronne (Triple Crown en anglais), un ensemble de trois tournois britanniques universellement reconnus comme étant les plus prestigieux dans le snooker. Les autres tournois constituant la Triple Couronne sont le Championnat du Royaume-Uni qui s'est déroulé en décembre 2021 et le Championnat du monde qui se tiendra en mai 2022. Les joueurs qui ont remporté au moins une fois ces trois tournois arborent une couronne dorée brodée sur leur veston.
Yan Bingtao est le tenant du titre, il s'était imposé l'an passé contre John Higgins en finale 10 à 8, lors d'une édition tenue à huis clos à la Marshall Arena de Milton Keynes.

### Faits marquants
Au 1er tour, seules deux têtes de série sont éliminées. Il s'agit de Shaun Murphy et du champion en titre Yan Bingtao.
En quart de finale, les deux légendes du snooker John Higgins et Mark Williams se sont affrontées pour la 41e fois de leur carrière. Avant ce match, l'historique favorise très légèrement l'écossais avec 21 victoires contre 19 pour le gallois. Williams s'impose 6-5 à l'issue d'un match très serré. Les joueurs ont bénéficié d'une standing ovation de la part du public à l'entame de la manche décisive. Williams a déclaré que « c'est la meilleure réception qu'il ait eue en 30 ans de carrière professionnelle ».
Au stade des quarts de finale également, Barry Hawkins et Mark Selby ont disputé leur rencontre avec un public assez agité. À une spectatrice qui criait ses encouragements à Selby, l'arbitre Jan Verhaas a répondu : « Calmez-vous, on a compris que vous l'aimez ». À un spectateur qui demandait un taxi pour Selby, Verhaas a rétorqué : « Ce sera un taxi pour vous, si vous ne vous tenez pas tranquille ». Sur le plan sportif, Selby ne parvient pas à réaliser un break supérieur à 47 points et s'incline 6-1, qualifiant sa performance de « pathétique ».
La demi-finale entre Mark Williams et Neil Robertson se dénoue par une manche décisive. Robertson est hors score et a besoin de deux snookers. La bille noire se situant juste devant une poche, l'australien colle la dernière bille rouge à la bille noire, puis il s'ensuit une série de coups de défense délicats. Robertson réussit à obtenir ses deux snookers et empoche les six billes de couleur, remportant le match sur la dernière bille noire. Presque en pleurs lors de l'interview d'après match, il exhorte les gens à « ne jamais abandonner ».
Robertson remporte les Masters pour la deuxième fois de sa carrière, après un premier succès en 2012. Il domine Barry Hawkins en finale sur le score de 10 manches à 4.

## Dotation
La répartition des prix pour cette année est la même que l'année précédente :
- Vainqueur : 250 000 £
- Finaliste : 100 000 £
- Demi-finalistes : 60 000 £
- Quart de finalistes : 30 000 £
- 8es de finalistes : 15 000 £
- Meilleur break : 15 000 £

Dotation totale : 725 000 £

## Tableau
|  | 1er tour au meilleur des 11 manches | 1er tour au meilleur des 11 manches | 1er tour au meilleur des 11 manches |   |                   | Quart de finales au meilleur des 11 manches | Quart de finales au meilleur des 11 manches | Quart de finales au meilleur des 11 manches |  |   | Demi-finales au meilleur des 11 manches | Demi-finales au meilleur des 11 manches | Demi-finales au meilleur des 11 manches |  |   | Finale au meilleur des 19 manches | Finale au meilleur des 19 manches | Finale au meilleur des 19 manches |
|  |                                     |                                     |                                     |   |                   |                                             |                                             |                                             |  |   |                                         |                                         |                                         |  |   |                                   |                                   |                                   |
|  | 1                                   | Yan Bingtao                         | 4                                   |   |                   |                                             |                                             |                                             |  |   |                                         |                                         |                                         |  |   |                                   |                                   |                                   |
|  | 9                                   | Mark Williams                       | 6                                   |   |                   |                                             |                                             |                                             |  |   |                                         |                                         |                                         |  |   |                                   |                                   |                                   |
|  | 9                                   | Mark Williams                       | 6                                   |   | 9                 | Mark Williams                               | 6                                           |                                             |  |   |                                         |                                         |                                         |  |   |                                   |                                   |                                   |
|  |                                     |                                     |                                     |   | 9                 | Mark Williams                               | 6                                           |                                             |  |   |                                         |                                         |                                         |  |   |                                   |                                   |                                   |
|  |                                     | 8                                   | John Higgins                        | 5 |                   |                                             |                                             |                                             |  |   |                                         |                                         |                                         |  |   |                                   |                                   |                                   |
|  | 8                                   | 8                                   | John Higgins                        | 5 | John Higgins      | 6                                           |                                             |                                             |  |   |                                         |                                         |                                         |  |   |                                   |                                   |                                   |
|  | 8                                   |                                     |                                     |   | John Higgins      | 6                                           |                                             |                                             |  |   |                                         |                                         |                                         |  |   |                                   |                                   |                                   |
|  | 10                                  | Zhao Xintong                        | 2                                   |   |                   |                                             |                                             |                                             |  |   |                                         |                                         |                                         |  |   |                                   |                                   |                                   |
|  | 10                                  | Zhao Xintong                        | 2                                   |   |                   |                                             |                                             |                                             |  | 9 | Mark Williams                           | 5                                       |                                         |  |   |                                   |                                   |                                   |
|  |                                     |                                     |                                     |   |                   |                                             |                                             |                                             |  | 9 | Mark Williams                           | 5                                       |                                         |  |   |                                   |                                   |                                   |
|  |                                     | 5                                   | Neil Robertson                      | 6 |                   |                                             |                                             |                                             |  |   |                                         |                                         |                                         |  |   |                                   |                                   |                                   |
|  | 5                                   | 5                                   | Neil Robertson                      | 6 | Neil Robertson    | 6                                           |                                             |                                             |  |   |                                         |                                         |                                         |  |   |                                   |                                   |                                   |
|  | 5                                   |                                     |                                     |   | Neil Robertson    | 6                                           |                                             |                                             |  |   |                                         |                                         |                                         |  |   |                                   |                                   |                                   |
|  | 16                                  | Anthony McGill                      | 3                                   |   |                   |                                             |                                             |                                             |  |   |                                         |                                         |                                         |  |   |                                   |                                   |                                   |
|  | 16                                  | Anthony McGill                      | 3                                   |   | 5                 | Neil Robertson                              | 6                                           |                                             |  |   |                                         |                                         |                                         |  |   |                                   |                                   |                                   |
|  |                                     |                                     |                                     |   | 5                 | Neil Robertson                              | 6                                           |                                             |  |   |                                         |                                         |                                         |  |   |                                   |                                   |                                   |
|  |                                     | 4                                   | Ronnie O'Sullivan                   | 4 |                   |                                             |                                             |                                             |  |   |                                         |                                         |                                         |  |   |                                   |                                   |                                   |
|  | 4                                   | 4                                   | Ronnie O'Sullivan                   | 4 | Ronnie O'Sullivan | 6                                           |                                             |                                             |  |   |                                         |                                         |                                         |  |   |                                   |                                   |                                   |
|  | 4                                   |                                     |                                     |   | Ronnie O'Sullivan | 6                                           |                                             |                                             |  |   |                                         |                                         |                                         |  |   |                                   |                                   |                                   |
|  | 14                                  | Jack Lisowski                       | 1                                   |   |                   |                                             |                                             |                                             |  |   |                                         |                                         |                                         |  |   |                                   |                                   |                                   |
|  | 14                                  | Jack Lisowski                       | 1                                   |   |                   |                                             |                                             |                                             |  |   |                                         |                                         |                                         |  | 5 | Neil Robertson                    | 10                                |                                   |
|  |                                     |                                     |                                     |   |                   |                                             |                                             |                                             |  |   |                                         |                                         |                                         |  | 5 | Neil Robertson                    | 10                                |                                   |
|  |                                     | 11                                  | Barry Hawkins                       | 4 |                   |                                             |                                             |                                             |  |   |                                         |                                         |                                         |  |   |                                   |                                   |                                   |
|  | 3                                   | 11                                  | Barry Hawkins                       | 4 | Judd Trump        | 6                                           |                                             |                                             |  |   |                                         |                                         |                                         |  |   |                                   |                                   |                                   |
|  | 3                                   |                                     |                                     |   | Judd Trump        | 6                                           |                                             |                                             |  |   |                                         |                                         |                                         |  |   |                                   |                                   |                                   |
|  | 12                                  | Mark Allen                          | 5                                   |   |                   |                                             |                                             |                                             |  |   |                                         |                                         |                                         |  |   |                                   |                                   |                                   |
|  | 12                                  | Mark Allen                          | 5                                   |   | 3                 | Judd Trump                                  | 6                                           |                                             |  |   |                                         |                                         |                                         |  |   |                                   |                                   |                                   |
|  |                                     |                                     |                                     |   | 3                 | Judd Trump                                  | 6                                           |                                             |  |   |                                         |                                         |                                         |  |   |                                   |                                   |                                   |
|  |                                     | 6                                   | Kyren Wilson                        | 1 |                   |                                             |                                             |                                             |  |   |                                         |                                         |                                         |  |   |                                   |                                   |                                   |
|  | 6                                   | 6                                   | Kyren Wilson                        | 1 | Kyren Wilson      | 6                                           |                                             |                                             |  |   |                                         |                                         |                                         |  |   |                                   |                                   |                                   |
|  | 6                                   |                                     |                                     |   | Kyren Wilson      | 6                                           |                                             |                                             |  |   |                                         |                                         |                                         |  |   |                                   |                                   |                                   |
|  | 15                                  | Stuart Bingham                      | 5                                   |   |                   |                                             |                                             |                                             |  |   |                                         |                                         |                                         |  |   |                                   |                                   |                                   |
|  | 15                                  | Stuart Bingham                      | 5                                   |   |                   |                                             |                                             |                                             |  | 3 | Judd Trump                              | 5                                       |                                         |  |   |                                   |                                   |                                   |
|  |                                     |                                     |                                     |   |                   |                                             |                                             |                                             |  | 3 | Judd Trump                              | 5                                       |                                         |  |   |                                   |                                   |                                   |
|  |                                     | 11                                  | Barry Hawkins                       | 6 |                   |                                             |                                             |                                             |  |   |                                         |                                         |                                         |  |   |                                   |                                   |                                   |
|  | 7                                   | 11                                  | Barry Hawkins                       | 6 | Shaun Murphy      | 2                                           |                                             |                                             |  |   |                                         |                                         |                                         |  |   |                                   |                                   |                                   |
|  | 7                                   |                                     |                                     |   | Shaun Murphy      | 2                                           |                                             |                                             |  |   |                                         |                                         |                                         |  |   |                                   |                                   |                                   |
|  | 11                                  | Barry Hawkins                       | 6                                   |   |                   |                                             |                                             |                                             |  |   |                                         |                                         |                                         |  |   |                                   |                                   |                                   |
|  | 11                                  | Barry Hawkins                       | 6                                   |   | 11                | Barry Hawkins                               | 6                                           |                                             |  |   |                                         |                                         |                                         |  |   |                                   |                                   |                                   |
|  |                                     |                                     |                                     |   | 11                | Barry Hawkins                               | 6                                           |                                             |  |   |                                         |                                         |                                         |  |   |                                   |                                   |                                   |
|  |                                     | 2                                   | Mark Selby                          | 1 |                   |                                             |                                             |                                             |  |   |                                         |                                         |                                         |  |   |                                   |                                   |                                   |
|  | 2                                   | 2                                   | Mark Selby                          | 1 | Mark Selby        | 6                                           |                                             |                                             |  |   |                                         |                                         |                                         |  |   |                                   |                                   |                                   |
|  | 2                                   |                                     |                                     |   | Mark Selby        | 6                                           |                                             |                                             |  |   |                                         |                                         |                                         |  |   |                                   |                                   |                                   |
|  | 13                                  | Stephen Maguire                     | 3                                   |   |                   |                                             |                                             |                                             |  |   |                                         |                                         |                                         |  |   |                                   |                                   |                                   |

## Finale
| Finale au meilleur des 19 manches Arbitre : Desislava Bozhilova |                          |                               |
| Neil Robertson (5) Australie                                    | 10 - 4 ( - )             | Barry Hawkins (11) Angleterre |
| 2 114                                                           | Centuries Meilleur break | 0 69                          |
| Neil Robertson remporte les Masters 2022                        |                          |                               |

## Centuries du tournoi
- 139, 132  Stuart Bingham
- 135, 101, 101  Judd Trump
- 130, 119, 119, 114, 105, 102  Neil Robertson
- 128  Zhao Xintong
- 127, 126, 104, 100  John Higgins
- 127, 125, 102  Ronnie O'Sullivan
- 124, 103  Barry Hawkins
- 122  Yan Bingtao
- 116, 104  Mark Williams
- 115  Anthony McGill
- 104  Jack Lisowski